# Pokostiwka
Pokostiwka (ukr. Покостівка) – wieś na Ukrainie w rejonie żytomierskim obwodu żytomierskiego.